# Coupe de France féminine 2011/12
Der Wettbewerb um die Coupe de France féminine in der Saison 2011/12 war die elfte Ausspielung des französischen Fußballpokals für Frauenmannschaften, der bei den vorangegangenen zehn Austragungen unter der Bezeichnung Challenge de France féminin organisiert worden war. Die Teilnahme war nur für die Frauschaften der ersten und zweiten Liga verpflichtend.
Titelverteidiger war die AS Saint-Étienne, die diesmal aber bereits in der Runde der letzten 32 Teilnehmer ausschieden. Stattdessen gewannen die Frauen von Olympique Lyon den Wettbewerb; dies war nach 2008 ihr zweiter Gewinn des Landespokals. Das wie in den beiden Vorjahren im Endspiel unterlegene Team des HSC Montpellier stand sogar bereits zum siebten Mal in einem französischen Pokalfinale und ging dabei zum vierten Mal als Verlierer vom Platz.
Der Wettbewerb wurde nach dem klassischen Pokalmodus ausgetragen; das heißt insbesondere, dass die jeweiligen Spielpaarungen ohne Setzlisten oder eine leistungsmäßige beziehungsweise – ab dem Achtelfinale – regionale Vorsortierung der Vereine aus sämtlichen noch im Wettbewerb befindlichen Klubs ausgelost wurden und lediglich ein Spiel ausgetragen wurde, an dessen Ende ein Sieger feststehen musste (und sei es durch ein Elfmeterschießen – eine Verlängerung bei unentschiedenem Stand nach 90 Minuten war nicht vorgesehen), der sich dann für die nächste Runde qualifizierte, während der Verlierer ausschied. Auch das Heimrecht wurde für jede Begegnung durch das Los ermittelt – mit Ausnahme des Finales, das auf neutralem Platz an jährlich wechselnden Orten stattfand –, jedoch mit der Einschränkung, dass Klubs, die gegen eine mindestens zwei Ligastufen höher spielende Elf anzutreten haben, automatisch Heimrecht bekamen.
Die zwölf Erstligisten griffen im Zweiunddreißigstelfinale – der sogenannten zweiten Bundesrunde (Deuxième tour fédéral) – in den Wettbewerb ein. Für die unterklassigen Teilnehmer waren dem mehrere Qualifikationsrunden vorangegangen, die von den regionalen Untergliederungen des Landesverbands FFF organisiert worden waren.

## Zweiunddreißigstelfinale
Spiele am 29. Januar 2012. Die Vereine der beiden höchsten Ligen sind mit D1 bzw. D2 gekennzeichnet.
| - AS Muret (D1) – AF Rodez (D1) 2:2 (3:4 i. E.) - Le Puy FA (D2) – AS Saint-Étienne (D1) 0:2 - OC Saint-Herblain (D2) – Juvisy FCF (D1) 0:7 - FCF Condé-sur-Noireau (D2) – FC Rouen (D2) 2:0 - ES Arpajon (D2) – FCO Dijon (D2) 1:0 - CS Mars Bischheim (D2) – Arras FCF (D2) 1:2 - ES Blanquefort (D2) – FC Tours (D2) 4:1 - FC Athis Mons – US Gravelines (D2) 0:3 - FC Domont – AS Algrange (D2) 0:0 (4:2 i. E.) - Dreux Femmes – Le Mans FC (D2) 0:20 - US Rouvroy – FAS Herblay (D2) 0:5 - CF Couffé – Limoges Landouge Foot 2:1 - CS Nivolas Vermelle – Racing Besançon 2:0 - AS Plédéliac – FC Lorient 1:7 - US Saint-Vit – AS La Sanne Saint-Romain 0:2 - FC Woippy – AS Saint-Quentin 5:1 | - EA Guingamp (D1) – Paris Saint-Germain FC (D1) 0:1 - FC Vendenheim (D1) – FCF Hénin-Beaumont (D1) 1:3 - Olympique Lyon (D1) – FF Yzeure Allier Auvergne (D1) 6:0 - ASJ Soyaux (D1) – ESOF La Roche (D2) 2:2 (2:3 i. E.) - FF Redessan Nîmes Métropole (D2) – HSC Montpellier (D1) 1:2 - AS Châtenoy-le-Royal (D2) – Racing Flacé-lès-Mâcon (D2) 1:2 - FCF Monteux (D2) – FC Toulouse (D2) 0:0 (3:4 i. E.) - USC Corné (D2) – ESTC Poitiers (D2) 1:1 (6:5 i. E.) - COM Bagneux (D2) – ES Cormelles-le-Royal (D2) 1:2 - Étoile Aubune – ES Saint-Simon Toulouse (D2) 0:0 (5:6 i. E.) - US Templemars-Vendeville – USCCO Compiègne (D2) 1:1 (1:3 i. E.) - FC La Rochette Vaux le Pénil – ESM Gonfreville-l’Orcher (D2) 1:4 - Sporting Club Lafrançaise – US Villeneuve-lès-Maguelone 1:4 - AS Saint-Martin-en-Haut – Bourges Football 18 2:3 - AS Saint-Christol lez Alès – ASPTT Montpellier 1:1 (3:1 i. E.) - FC Saint-George de Montaigu – FC Arlac 1:1 (5:4 i. E.) |

## Sechzehntelfinale
Spiele am 18., 19. und 22. Februar 2012
| - FCF Hénin-Beaumont (D1) – Juvisy FCF (D1) 1:3 - AS Saint-Étienne (D1) – Olympique Lyon (D1) 0:4 - ESOF La Roche (D2) – USC Corné (D2) 3:0 - FAS Herblay (D2) – USCCO Compiègne (D2) 2:4 - ES Arpajon (D2) – ES Blanquefort (D2) 1:2 - FC Domont – Arras FCF (D2) 1:7 - FC Lorient – Le Mans FC (D2) 1:2 - CF Couffé – FCF Condé-sur-Noireau (D2) 1:2 | - ES Saint-Simon Toulouse (D2) – HSC Montpellier (D1) 0:5 - FC Saint-George de Montaigu – Paris Saint-Germain FC (D1) 0:15 - US Villeneuve-lès-Maguelone – AF Rodez (D1) 0:1 - US Gravelines (D2) – ES Cormelles-le-Royal (D2) 4:3 - FC Woippy – ESM Gonfreville-l’Orcher (D2) 3:3 (5:4 i. E.) - CS Nivolas Vermelle – Racing Flacé-lès-Mâcon (D2) 3:0 - AS Saint-Christol lez Alès – FC Toulouse (D2) 0:6 - AS La Sanne Saint-Romain – Bourges Football 18 1:0 |

## Achtelfinale
Spiele am 10. und 11. März 2012
| - HSC Montpellier (D1) – AF Rodez (D1) 0:0 (4:2 i. E.) - FC Toulouse (D2) – ES Blanquefort (D2) 1:0 - Arras FCF (D2) – FCF Condé-sur-Noireau (D2) 3:0 - CS Nivolas Vermelle – ESOF La Roche (D2) 0:2 | - Juvisy FCF (D1) – Paris Saint-Germain FC (D1) 0:0 (3:4 i. E.) - AS La Sanne Saint-Romain – Olympique Lyon (D1) 0:7 - Le Mans FC (D2) – US Gravelines (D2) 1:1 (1:3 i. E.) - FC Woippy – USCCO Compiègne (D2) 1:1 (2:4 i. E.) |

## Viertelfinale
Spiele am 8. April 2012
| - HSC Montpellier (D1) – FC Toulouse (D2) 5:1 - ESOF La Roche (D2) – Arras FCF (D2) 2:3 | - Paris Saint-Germain FC (D1) – US Gravelines (D2) 7:0 - Olympique Lyon (D1) – USCCO Compiègne (D2) 11:1 |

## Halbfinale
Spiele am 28. April und 1. Mai 2012
| - Arras FCF (D2) – Olympique Lyon (D1) 0:8 | - Paris Saint-Germain FC (D1) – HSC Montpellier (D1) 0:1 |

## Finale
Spiel am 13. Mai 2012 im Stade Jacques-Rimbault von Bourges vor 7.200 Zuschauern
- Olympique Lyon – HSC Montpellier 2:1 (2:0)

### Aufstellungen
Lyon: Sarah Bouhaddi – Corine Franco, Sabrina Viguier, Wendie Renard, Sonia Bompastor  – Amandine Henry, Camille Abily (Louisa Nécib, 61.), Shirley Cruz Traña, Élodie Thomis (Rosana, 75.) – Lotta Schelin, Lara Dickenmann (Eugénie Le Sommer, 51.)
Trainer: Patrice Lair
Montpellier: Laëtitia Philippe – Marion Torrent, Kelly Gadéa, Ophélie Meilleroux , Aya Sameshima – Mélissa Plaza (Viviane Asseyi, 54.), Rumi Utsugi, Stéphanie de Revière (Charlotte Bilbault, 90.), Hoda Lattaf – Ludivine Diguelman (Marine Pervier, 69.), Marie-Laure Delie
Trainerin: Sarah M’Barek
Schiedsrichterin: Élodie Coppola

### Tore
1:0 Schelin (2.)

2:0 Schelin (13.)

2:1 de Revière (76.)